# Tommy Flockett
Thomas "Tommy" Flockett (17 juli 1927 - 1997) was een Engelse voetballer die speelde bij Spennymoor United in Chesterfield.